# 表参道ヒルズ
表参道ヒルズ（おもてさんどうヒルズ、Omotesando Hills）は、東京都渋谷区神宮前（表参道）にあり、商業施設、住宅施設、及び駐車場からなる森ビルの複合商業施設。同地に存在した同潤会青山アパート（渋谷アパート）の再開発プロジェクト（第1種市街地再開発事業）として、2006年に開業した。

## 概要
2006年2月11日（建国記念の日）にオープン。全長は約250メートルで、地上6階、地下6階。西館、本館と同潤館からなり、地下3階から地上3階は国内外の有名ブランドなどが入居する商業施設であり、4階以上は住居施設となっている。表参道の傾斜にあわせ、床をスロープ状に傾斜させているのが特徴である。本館内部は6層分の吹き抜け構造になっており、そのまわりでは「スパイラルスロープ」と呼ばれる通路がらせん状につながっている。
表参道ヒルズは同潤会アパート（青山アパートメント）を取り壊した跡に建設された。同潤会青山アパートは1927年に竣工し、築年数80年を経過していた。再開発は森ビルが中心になり計画を推進した。設計は安藤忠雄である。元々道路に挟まれた細長い敷地であったため、斜線制限により高層建築を造るのは難しい敷地であった。ケヤキ並木の景観と調和させることもあって地上部分を3階と低く抑え、地下3階とあわせて6層分のフロアとしている。外部照明の設計は照明デザイナーの内原智史が担当、空調、衛生、及び電気に関わる設備設計は森村設計が行った。
かつて東端にあった同潤会アパート一棟を新たに再現し、同潤館と名づけ店舗利用している。また、当初は隣接する渋谷区立神宮前小学校を施設内に取り込む計画を推進し二案同時進行で一般市民へプロポーザルを行った。その結果小学校を取り込む案に人気が集中したが、官民事業の難しさに加え資金難で現在のプランに落ち着いた。

## 建築データ
- 建築主：神宮前四丁目地区市街地再開発組合
- 設計：安藤忠雄建築研究所、森ビル設計共同企業体
- 施工：株式会社大林組、株式会社関電工、高砂熱学工業株式会社、三建設備工業株式会社
- 店舗数：全105店（2006年12月現在）
- 住居数：全38戸「ゼルコバテラス」（略：ケヤキの住居）。
- 駐車場：車182台、バイク35台収容
- フロア数：全12フロア。（住居3フロア、商業施設6フロア、駐車場3フロア。）

### 定期休業
この施設は、約半年に1度、2日連続の全館休業日を設ける予定である。一度だけ2007年8月21日全館休館した事がある。

## 最寄りの鉄道駅
- 東京メトロ、銀座線、千代田線、半蔵門線 表参道駅
- 東京メトロ千代田線、副都心線 明治神宮前駅
- JR山手線 原宿駅

## ギャラリー

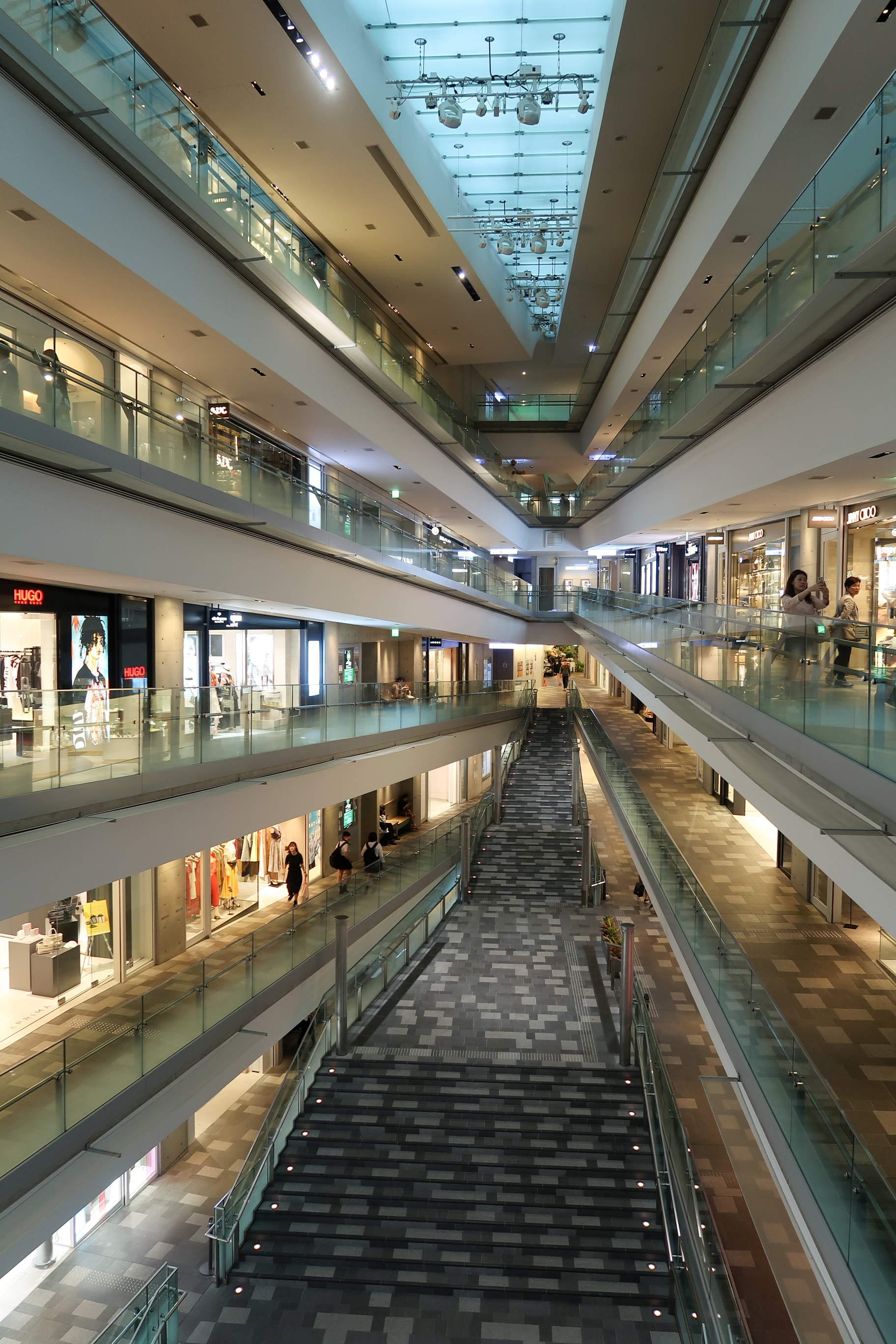
スパイラルスロープの構造
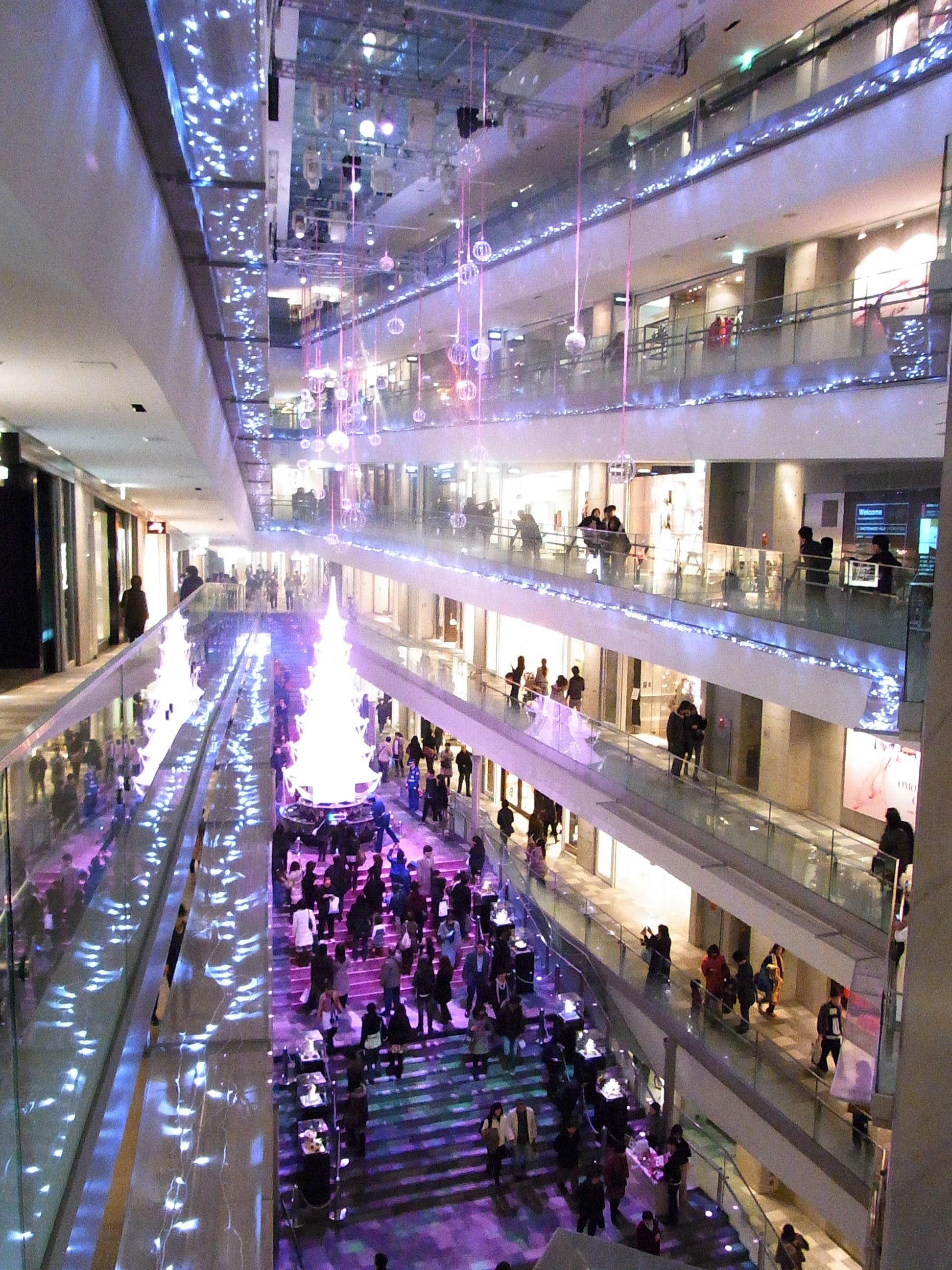
クリスマスイルミネーションを上階から見る（2010年12月12日撮影）
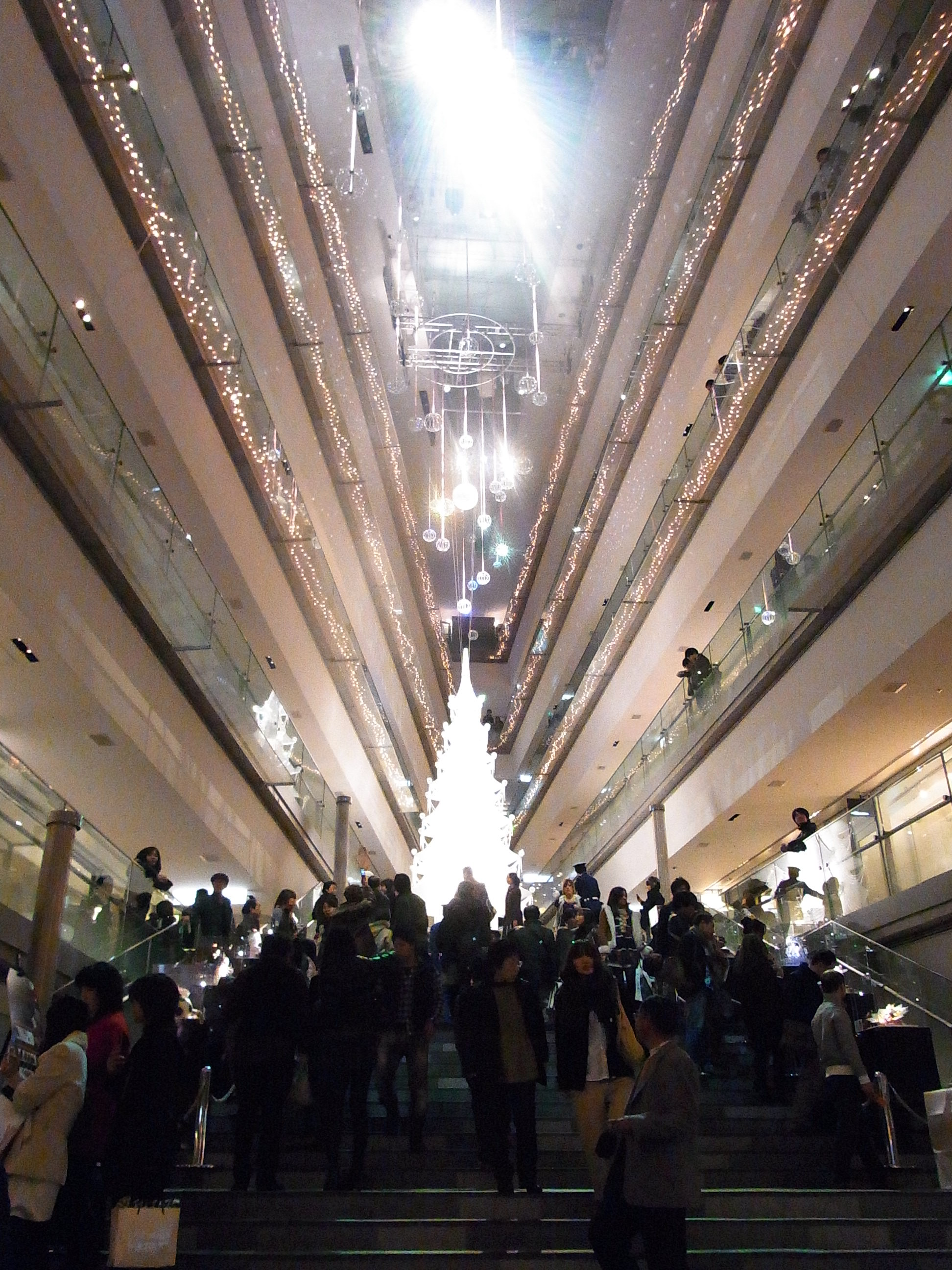
クリスマスイルミネーションを1階から見る（2010年12月12日撮影）
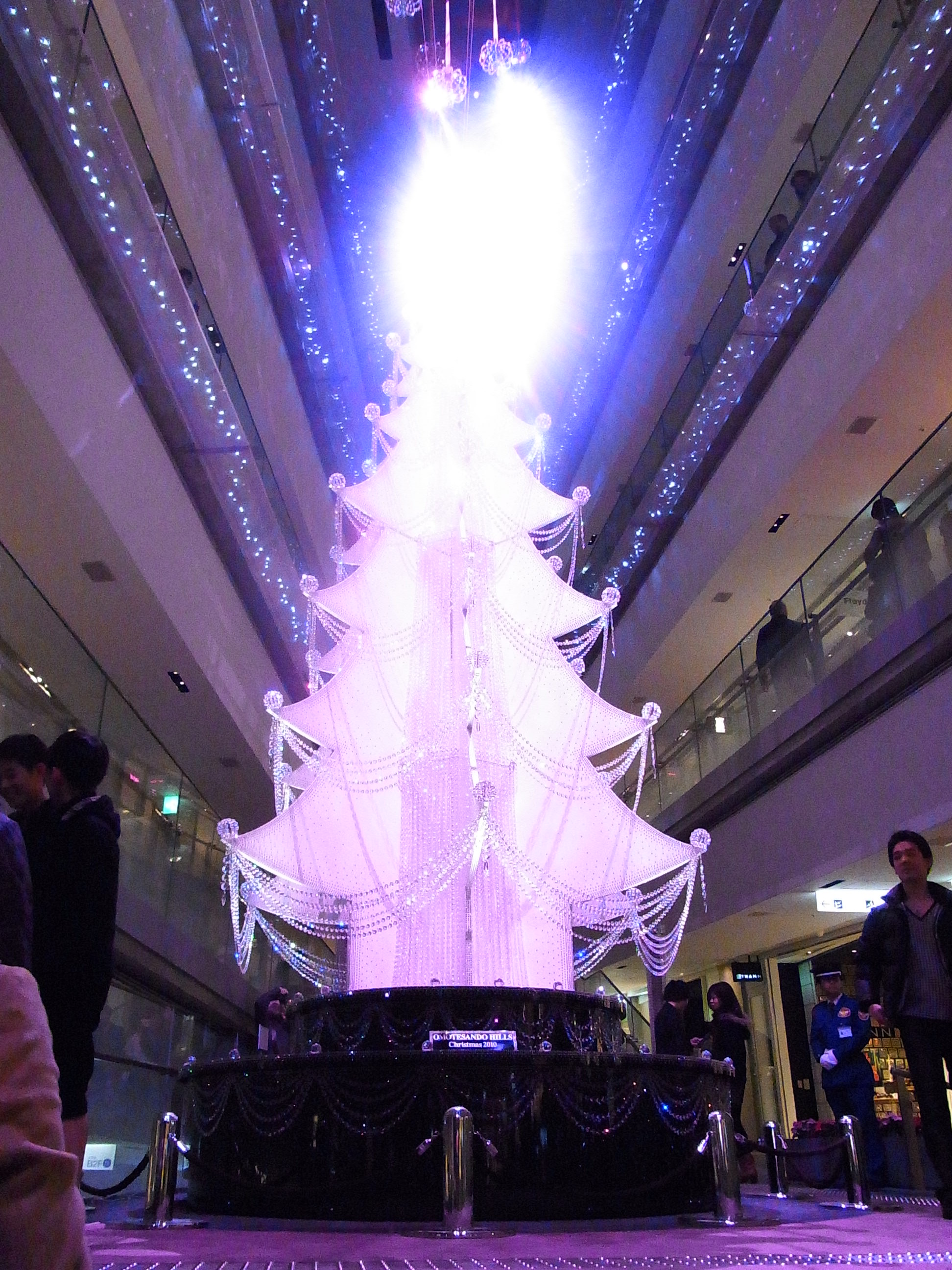
クリスマスイルミネーションのアップ（2010年12月12日撮影）
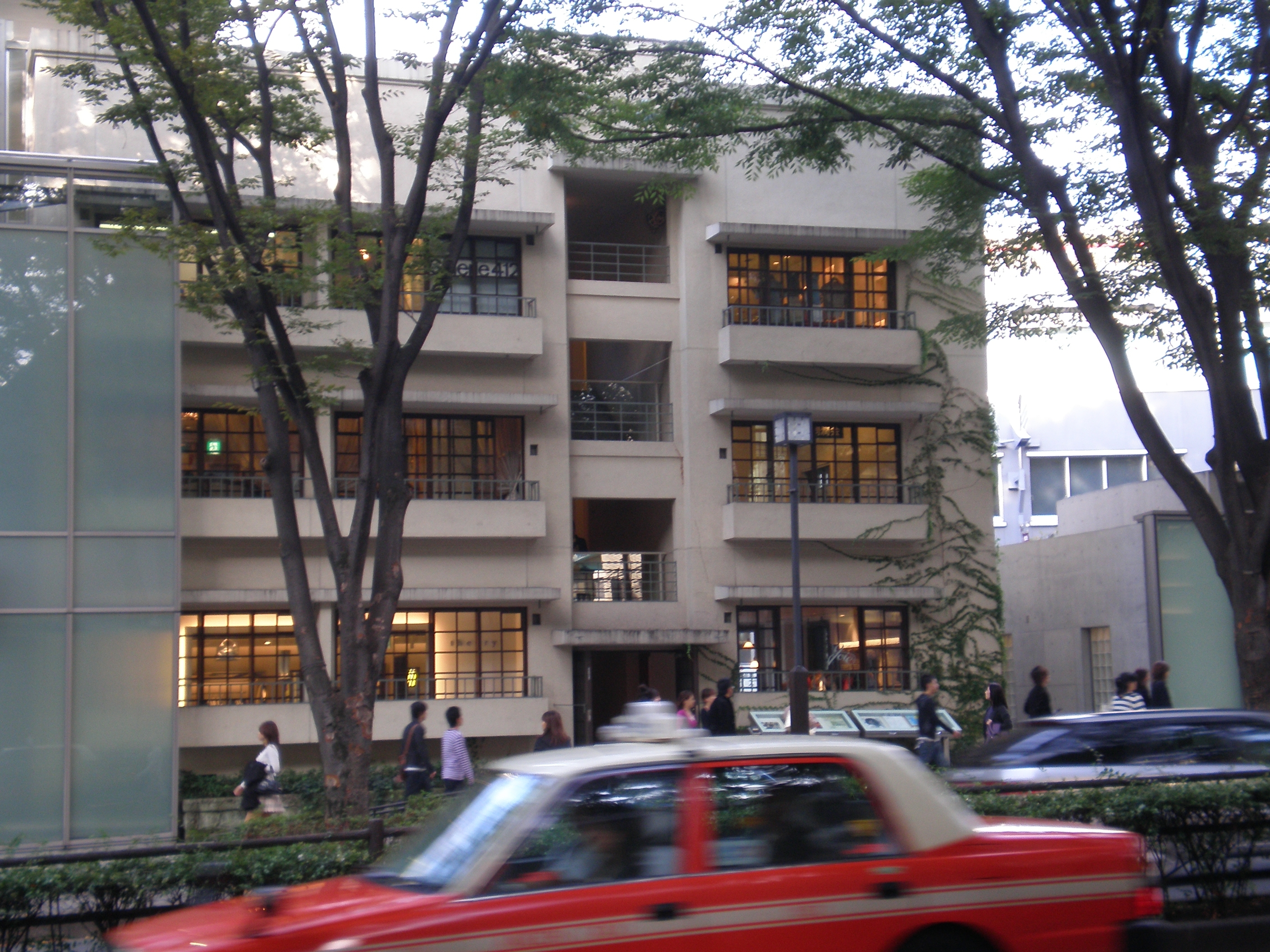
再現された同潤会青山アパート
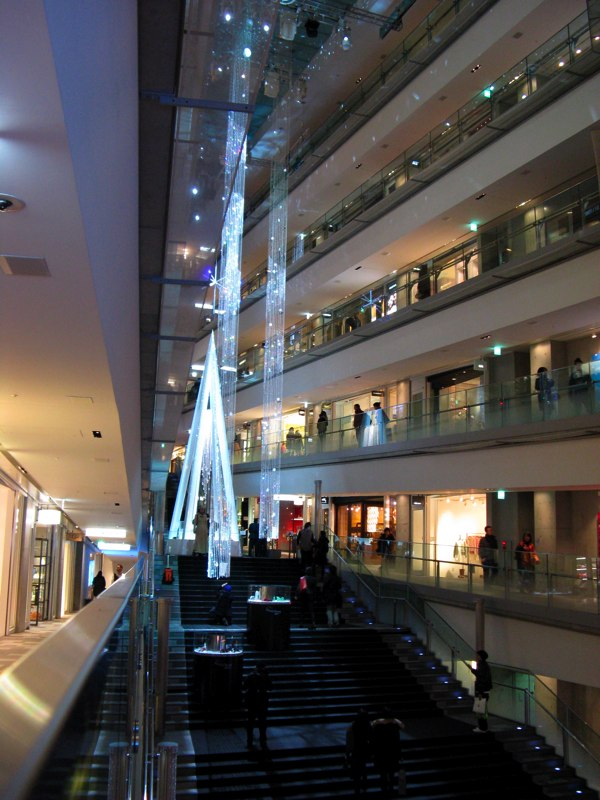
クリスマスシーズンの表参道ヒルズの内部(2008年)